# Murray Bartlett
Murray Bartlett (Sídney, 20 de marzo de 1971) es un actor australiano. Ganador de un premio Primetime Emmy al mejor actor de reparto en serie limitada o telefilme por The White Lotus (2021), saltó a la fama gracias a la serie de televisión HBO Looking (2014-2015).

## Biografía y carrera
Bartlett nació en Sídney y se crio en Perth, Australia Occidental. Siguió una carrera como actor en Australia durante varios años, incluido un papel de alto perfil en la serie HeadLand. En 1993 interpretó al estafador Luke Foster en Neighbours.
En 2000, Bartlett se mudó a los Estados Unidos. Su primer gran salto llegó unos años más tarde, cuando fue elegido como estrella invitada en la serie de HBO Sex and the City. También interpretó a D. K., el mejor amigo de John Crichton, en cuatro episodios de la serie SciFi Channel, Farscape. En 2006, Bartlett acompañó a Hugh Jackman en la gira australiana de la compañía teatral de Jackman con la obra de Broadway, The Boy From Oz.

Logo de la serie de televisión Looking de HBO

Desde marzo de 2007 hasta la cancelación del programa en septiembre de 2009, Bartlett fue miembro del reparto de la telenovela diurna de la CBS, Guiding Light, donde interpretó a Cyrus Foley. También interpretó a Dominic "Dom" Basaluzzo, un hombre gay, en la serie de comedia y drama de HBO Looking, desde 2014 hasta 2015, y luego repitió su papel en el telefilme final de la serie, Looking: The Movie (2016). Bartlett asumió el papel central de Michael "Mouse" Tolliver en el resurgimiento de la serie de Netflix Historias de San Francisco.
En 2021, Bartlett protagonizó la primera temporada de The White Lotus como Armond, el gerente de un resort de lujo. Bartlett consiguió el papel a través de una audición grabada. Por su interpretación, Bartlett recibió nominaciones a los premios Screen Actors Guild Awards y Independent Spirit Awards y ganó los premios AACTA, Critics' Choice Television Awards y Primetime Emmy Awards.
En 2023, Bartlett apareció en la serie dramática posapocalíptica de HBO The Last of Us, interpretando a Frank en el episodio «Long, Long Time». En el momento de su emisión, el episodio recibió elogios universales y fue ampliamente considerado como el mejor de la primera temporada.

## Vida personal
Bartlett es abiertamente gay y ha manifestado su satisfacción por el hecho de que papeles gay sean interpretados por actores gay. Se mostró particularmente encantado de hacer el papel de un hombre gay superviviente de mucho tiempo como portador del VIH, Michael "Mouse" Tolliver, en la serie de Netflix, Historias de San Francisco.

## Filmografía

### Cine
| Año  | Título                                      | Papel                | Notas           |
| ---- | ------------------------------------------- | -------------------- | --------------- |
| 1995 | Dad and Dave: On Our Selection              | Sandy Tayler         |                 |
| 1999 | Half Mongrel                                |                      | Cortometraje    |
| 2000 | The Three Stooges                           | Trocadera Patron     |                 |
| 2001 | Muffled Love                                |                      | Cortometraje    |
| 2005 | Postmortem                                  | Troy                 | Cortometraje    |
| 2007 | Om                                          | John                 | Cortometraje    |
| 2010 | Boys on Film 4: Protect Me from What I Want | Troy                 | Direct-to-video |
| 2010 | Needle                                      | Tony Martin          |                 |
| 2011 | August                                      | Troy                 |                 |
| 2013 | Girl Most Likely                            | James Whitney        |                 |
| 2013 | Kingston Avenue                             | Le copain de Barbara |                 |
| 2015 | Stubborn                                    | Murray               |                 |
| 2018 | Beach House                                 | Paul                 |                 |
| 2020 | The Stand In                                | Terry                |                 |
| 2024 | Ponyboi                                     | Bruce                |                 |
| 2025 | Opus                                        | Stan Sullivan        |                 |

### Televisión
| Año       | Título                  | Papel                                  | Notas                                  |
| --------- | ----------------------- | -------------------------------------- | -------------------------------------- |
| 1987      | The Flying Doctors      | Michael Freeman                        | Episodio: "The Unluckiest Boy in Town" |
| 1992      | Home and Away           | Randy Evans                            | Recurrente                             |
| 1992–1993 | A Country Practice      | Owen Wyatt / Richard Welbourne         | 3 episodios                            |
| 1993      | Neighbours              | Luke Foster                            | Recurrente                             |
| 1995      | The Ferals              | Dr. Bob Ivory                          | Episodio: "The Dentist"                |
| 1996      | G.P.                    |                                        | Episodio: "Pendulum"                   |
| 1996      | The Beast               | Christopher Lane                       | Telefilme                              |
| 1997      | The Tower               | Jeremy                                 | Telefilme                              |
| 1997      | Flipper                 |                                        | Episodio: "Help me, Rhonda"            |
| 1999      | Murder Call             | Gavin Todd                             | Episodio: "Dying Day"                  |
| 2000      | Above the Law           | Nathan Peters                          | Episodio: "Happy Families"             |
| 2001      | Flat Chat               |                                        | Episodio: "The Old Flame"              |
| 2002      | Sex and the City        | Oliver Spencer                         | Episodio: "All That Glitters"          |
| 2002      | McLeod's Daughters      | Simon Birch                            | 3 episodios                            |
| 2002      | The Secret Life of Us   | Nick                                   | 6 episodios                            |
| 2002      | All My Children         | Julian Sinclair                        | Protagonista                           |
| 1999–2003 | Farscape                | Douglas 'D.K.' Knox                    | 4 episodios                            |
| 2006      | Headland                | James Brogan                           | 5 episodios                            |
| 2006      | All Saints              | Roy Pickforth                          | Episodio: "The Real Thing"             |
| 2007      | Flight of the Conchords | Mark                                   | Episodio: "Sally Returns"              |
| 2007–2009 | Guiding Light           | Cyrus Foley                            | Protagonista                           |
| 2009      | White Collar            | Adrian Tulane                          | Episodio: "Free Fall"                  |
| 2011      | Damages                 | Seth Sloan                             | Episodio: "I'd Prefer My Old Office"   |
| 2014–2015 | Looking                 | Dom Basaluzzo                          | Protagonista, 16 episodios             |
| 2016      | Looking: The Movie      | Dom Basaluzzo                          | Telefilme                              |
| 2017      | Nashville               | Jakob Fine                             | 2 episodios                            |
| 2017–2018 | Iron Fist               | Dr. Paul Edmonds                       | 3 episodios                            |
| 2019      | Tales of the City       | Michael "Mouse" Tolliver               | Protagonista                           |
| 2019      | Madam Secretary         | Australian Prime Minister Chris Lawson | Episodio: "The Common Defense"         |
| 2021      | The White Lotus         | Armond                                 | 6 episodios                            |
| 2022      | Physical                | Vinnie Green                           | 5 episodios                            |
| 2022–2023 | Welcome to Chippendales | Nick de Noia                           | Miniserie                              |
| 2023      | The Last of Us          | Frank                                  | Episodio: «Long, Long Time»            |
| 2023      | Extrapolations          | Mr. Turner                             | Episodio: "2070: Ecocide"              |
| 2025      | Nine Perfect Strangers  | Brian                                  | 8 episodios                            |

## Premios y nominaciones
Premios del Sindicato de Actores
| Año  | Trabajo         | Categoría                                         | Resultado | Ref.   |
| ---- | --------------- | ------------------------------------------------- | --------- | ------ |
| 2022 | The White Lotus | Mejor actor de televisión - miniserie o telefilme | Nominado  | [ 13 ] |

Premios de la Crítica Televisiva
| Año  | Trabajo                 | Categoría                                    | Resultado | Ref.   |
| ---- | ----------------------- | -------------------------------------------- | --------- | ------ |
| 2022 | The White Lotus         | Mejor actor de reparto en película/miniserie | Ganador   | [ 14 ] |
| 2023 | Welcome to Chippendales | Mejor actor de reparto en película/miniserie | Nominado  | [ 15 ] |

Premios Primetime Emmy
| Año  | Trabajo                 | Categoría                                      | Resultado | Ref.   |
| ---- | ----------------------- | ---------------------------------------------- | --------- | ------ |
| 2022 | The White Lotus         | Mejor actor de reparto - Miniserie o telefilme | Ganador   | [ 16 ] |
| 2023 | Welcome to Chippendales | Mejor actor de reparto - Miniserie o telefilme | Nominado  | [ 17 ] |
| 2023 | The Last of Us          | Mejor actor invitado - Serie dramática         | Nominado  | [ 17 ] |

Premios Independent Spirit
| Año  | Trabajo        | Categoría                                           | Resultado | Ref.   |
| ---- | -------------- | --------------------------------------------------- | --------- | ------ |
| 2023 | The Last of Us | Mejor interpretación de reparto de serie guionizada | Nominado  | [ 18 ] |